# Diana Silvers

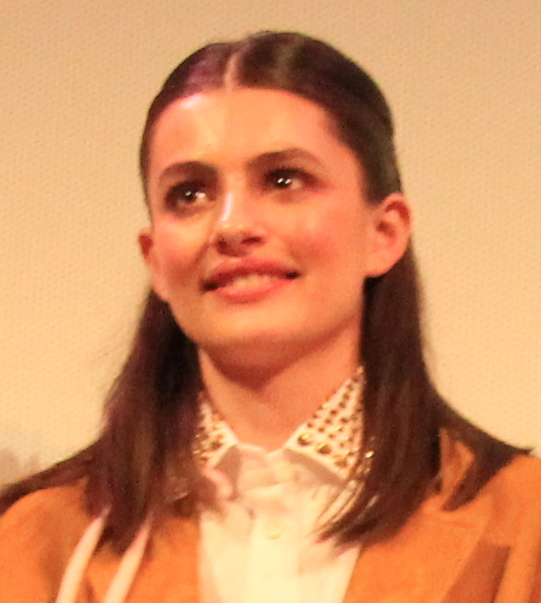
Diana Silvers, 2019

Diana Margaret Silvers (* 3. November 1997 in Los Angeles, Kalifornien) ist ein US-amerikanisches Model sowie Schauspielerin.

## Biographie
Silvers wuchs im Stadtteil Brentwood im Westen von Los Angeles als fünftes von sechs Kindern eines amerikanischen Psychiaters und einer aus der Schweiz stammenden Architektin auf.
Nachdem ihre Eltern sie in ein Theater-Camp geschickt hatten und sie den Film Gilbert Grape – Irgendwo in Iowa gesehen hatte, wollte Silvers im Alter von zwölf Jahren Schauspielerin werden. Nach ihrem Highschool-Abschluss studierte sie ein Jahr lang Schauspiel an der Tisch School of the Arts der New York University und später Geschichte und Film, brach das Studium 2017 jedoch ab. Während des Studiums wurde sie von der Modelagentur IMG Models über den Instagram-Hashtag #WLYG (WeLoveYourGenes) entdeckt, der als Kommentar unter einem ihrer Fotos angebracht war. Sie steht bei der Agentur seitdem unter Vertrag. Sie war als Model unter anderem Teil der Herbst/Winter-Show von Stella McCartney.
Silvers gab ihr Filmdebüt 2018 in einer Episode der Thriller-Serie Into the Dark der Streamingplattform Hulu. Im gleichen Jahr spielte sie die Rolle der Hope in Booksmart neben Kaitlyn Dever und Beanie Feldstein. Dieser und der Film Ma, in dem Silvers Maggie, eine der Hauptrollen, verkörpert, erschienen 2019.
Zudem erhielt Diana Silvers 2019 neben John Malkovich und Steve Carell eine der Hauptrollen in der 2020 erschienenen Netflix-Serie Space Force, erneut unter der Regie von Tate Taylor.

## Filmografie (Auswahl)
- 2018: Into the Dark (Fernsehserie, Episode 1x02: Flesh & Blood)
- 2019: Glass
- 2019: Booksmart
- 2019: Ma
- 2020–2022: Space Force (Fernsehserie, 17 Folgen)
- 2020: Code Ava – Trained To Kill (Ava)
- 2021: Tanz zum Ruhm (Birds of Paradise)
- 2024: The Killer
- 2024: Lonely Planet: Liebe in Marokko (Lonely Planet)